# Maxell
Maxell (яп. マクセル株式会社 Макусэру Кабусики-гайся) — японская компания, производящая потребительскую электронику и расходные материалы.

## История
Maxell была основана в 1960 году в городе Ибараки, префектура Осака, Япония. Название компании является сокращением от «Maximum capacity dry cell» (с англ. — «Сухой элемент питания максимальной ёмкости»). Изначально компания была частью Nitto Denko и занималась производством сухих электрических элементов питания. 
В 1961 году подразделения материнской компании, занимавшиеся производством элементов питания и магнитной плёнки были выделены в независимую компанию, которая получила название Maxell Electric Industrial Company. В 1964 году компания стала подразделением Hitachi и была переименована в Hitachi Maxell.  В 1966 году на японском рынке были впервые представлены серийно выпускаемые аудиокассеты под торговой маркой Maxell. 
В 1970 году была выпущена в продажу серия аудиокассет UD. В 1973 году была выпущена первая в мире высокопроизводительная марганцево-цинковые батарейки. В 1976 году в Японии была коммерциализирована первая 8-дюймовая дискета (FD-3200S), а также первая в Японии батарея на основе оксида серебра. В 1978 году были коммерциализированы видеокассеты VHS
В период с 1979 по 1980 год, компания Maxell осуществила ряд значимых действий: основала производственную компанию "Maxell America Incorporated" в Атланте, Джорджия, США (1979), учредила компанию по продажам "Maxell (U.K.) Limited (в настоящее время Maxell Europe Ltd.)" в Великобритании (1980), прошла листинг на 1-х секциях Токийской и Осакской фондовых бирж (1980), и завершила строительство объекта по производству видеокассет на заводе в Киото (1980).

### 1980-е годы
В период с 1981 по 1983 год компания Maxell внедрила и начала производство новых типов батарей: в 1981 году были коммерциализированы монетообразные литий-марганцево-диоксидные (CR) батареи, а в 1983 году начато производство первых в Японии литий-тионилхлоридных (ER) батарей для резервного копирования памяти. Также в 1982 году было завершено строительство завода Tsukuba Works.
В период с 1984 по 1987 год компания Maxell расширила ассортимент продукции и производственные мощности: в 1984 году были коммерциализированы 12-дюймовые оптические диски (OC301) и начато производство IC-карт и карт памяти, а также завершено строительство завода "Maxell (U.K.) Limited" Telford Plant в Великобритании. В 1986 году завершено строительство завода Fukuchiyama Works. В 1987 году компания коммерциализировала самые маленькие в мире (*1) оксид-серебряные батареи SR421SW и SR416SW диаметром 4,8 мм.
В 1989 году компания Maxell представила аудиокассеты Metal Vertex (первые в мире кассеты с использованием металлических лент с обратным покрытием), картриджи данных (HS-4, HS-8) для компьютеров, и вышла на рынок профессиональных видеокассет для телевидения. Также была основана производственная компания Maxell Electronics (Malaysia) Sdn. Bhd.

### 1990-е годы
В период с 1991 по 1995 год было коммерциализировано несколько продуктов для хранения данных: 3.5-дюймовые магнито-оптические (MO) диски (1991), лента DLTtape® III для резервного копирования компьютеров (1992), цифровые аудио MiniDiscs (MD-RM) (1993), записываемые компакт-диски (CD-R) (1995) и первые в мире MO диски с модуляцией перезаписи (RD-M230) (1995). Также в 1991 году была основана Recording Media Research Laboratory в Tsukuba, а в 1992 году завершено строительство Ono Works. В 1999 году начат выпуск серии высокопроизводительных щелочных сухих батарей Dynamic и коммерциализированы полимерные литий-ионные батареи высокой емкости. Завершено строительство Лаборатории разработки батарей (Battery Development Laboratory) в Осаке.
В период с 1996 по 1997 год начато производство нескольких типов аккумуляторных батарей: литий-ионных (1996), коин-типа ML на основе диоксида марганца и лития (1996), никель-металлгидридных (1996) и кнопочных TC на основе титана, углерода и лития (1997). В 1996 году в Уси, Китай, была основана производственная компания Wuxi Hitachi Maxell Co., Ltd. В 1997 году разработана технология однократной записи и надежной защиты данных (WORDS).
В 1998 году были коммерциализированы: первый в мире перезаписываемый DVD-RAM диск, глянцевая фотобумага для струйных принтеров, а также диски CD-R и CD-RW для музыки. Все производственные площадки получили экологическую сертификацию ISO14001. В 1999 году начат выпуск серии высокопроизводительных щелочных сухих батарей Dynamic и коммерциализированы полимерные литий-ионные батареи высокой емкости. Завершено строительство Лаборатории разработки батарей (Battery Development Laboratory) в Осаке.

### 2000-е годы
В 2000 году были коммерциализированы DVD-R диски объемом 4.7GB, DVD-RAM диски объемом 4.7GB, компактные (8 см) DVD-RAM диски объемом 2.8GB для видеокамер. Начата отгрузка картриджей данных LTO Ultrium1 и Super DLTtape®I. Разработана новая щелочная батарея с конструкцией "power tank".
В 2001 году коммерциализирована RFID-метка Coil-on-Chip, начато производство тонких (3.8 мм) литий-ионных перезаряжаемых батарей и отгрузка образцов тонкопленочных фильтров для оптической связи. В 2002 году выпущены двойные диски DVD-R/-RW объемом 9.4GB для длительной записи, запущена новая серия щелочных сухих батарей New Dynamic с технологией "power expander", начато производство Digital Pen и разработка продуктов следующего поколения совместно с Anoto (Швеция), а также отгрузка картриджей данных LTO Ultrium2. Завершено строительство здания Maxell Tokyo Building.
В 2003 году получен первый в мире квалификационный сертификат на картридж Super DLTtape® II, начата отгрузка картриджей данных DAT72, а также блоков линз для камер сотовых телефонов и линз звукоснимателей. Запущены диски Blu-ray для записи.
В 2004 году были коммерциализированы термостойкие литий-марганцевые диоксидные батареи типа "таблетка" и первый в мире диск 5X DVD-RAM. Выпущена новая щелочная батарея Epsialpha, а так же щелочная сухая батарея New "dynamic" с рекомендованным сроком использования 4 года (первая в отрасли, стандарт JIS). Разработана висмутовая пленка с фазовым переходом, обеспечивающая быструю запись на записываемые DVD. Начата отгрузка пигментных чернил для коммерческого использования и картриджей данных LTO Ultrium3.
В 2005 году компания представила ряд инновационных продуктов в различных областях: щелочной (алкалиновый) элемент питания "Epsialpha" из микрочастиц цинка и "Dynamic" с 5-летним сроком использования (по стандартам JIS); модули объективов камер для автомобилей; пленку на основе резонанса в ближней инфракрасной области для плазменных дисплеев; картридж данных 3590Extended; серебряно-оксидную батарею без ртути и свинца; цилиндрические литий-марганецдиоксидные батареи (серия CR).
В 2006 году компания Maxell достигла значительных технологических прорывов, разработав оптическую технологию хранения данных с объемной записью и став первым в мире квалифицированным производителем DLTtape. Компания также выпустила несколько инновационных продуктов: первый в мире перезаписываемый HD DVD-R диск ёмкостью 15 ГБ и новые диски форматов BD-R и BD-RE. В том же году произошло слияние "Maxell Electronics (Malaysia) Sdn. Bhd." с "Tohshin Precision (Malaysia) Sdn. Bhd.", в результате чего была образована компания Maxell Tohshin (Malaysia) Sdn. Bhd.
В 2013 году Maxell купила фабрику по производству проекторов у Hitachi и в октябре 2019 года произвела ребрендинг устройств, изменив их марку на Maxell. В марте 2014 года компания провела первичное публичное предложение акций на токийской бирже. В 2017 году после реструктуризации, компания стала независимой и сменила название с Hitachi Maxell на Maxell.

## Продукция

### Батареи питания
Maxell производит щелочные батарейки для повсеместного использования. Кроме того, вместе с Университетом Нагасаки, Национальным институтом современной промышленной науки и технологий, и компанией Fuji Heavy Industries, Maxell занималась разработкой нового химического процесса для создания литий-ионных батарей, не использующих кобальтовый катод.

### Аудиокассеты

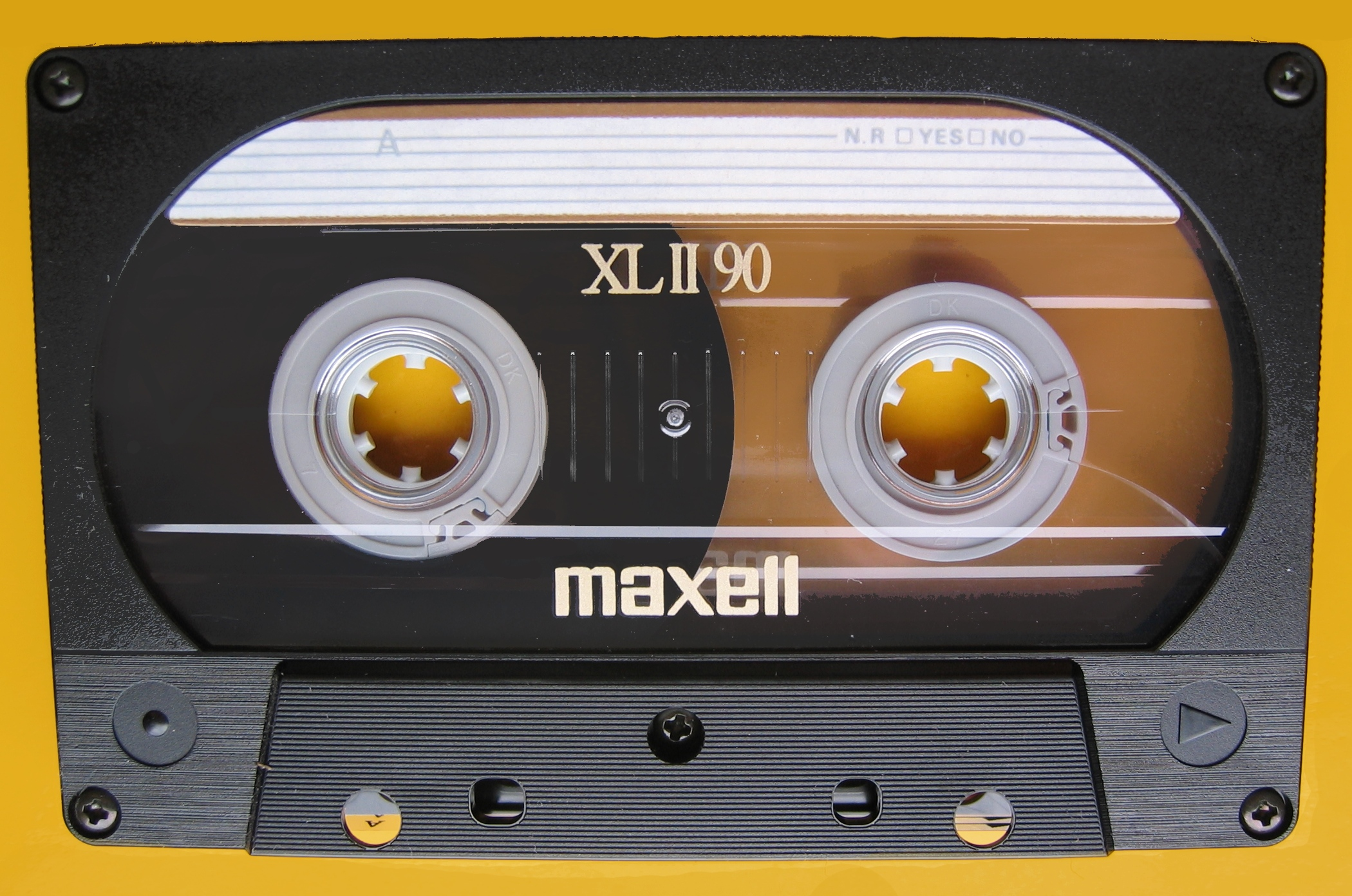
Компакт-кассета Maxell XL II

В 1964 году Maxell начала первой в Японии производить компакт-кассеты. В июле 1966 года в продажу вышла кассета C-60 (30 минут звучания на каждой из сторон) по цене в 700 иен. В августе 1967 года компания выпустила кассету C-90 за 1000 иен, при этом толщина плёнки уменьшилась с 18 микрон до 12. В ноябре 1968 года Maxell выпустила кассету C-120 ценой в 1300 иен и толщиной плёнки в 9 микрон. В целом, компания занимается выпуском кассет длительностью 10, 20, 30, 46, 60 и 90 минут, отгружая примерно 10 миллионов плёнок ежегодно. Основными пользователями являются учебные заведения, где кассеты используются для аудирования.

### Оптические носители

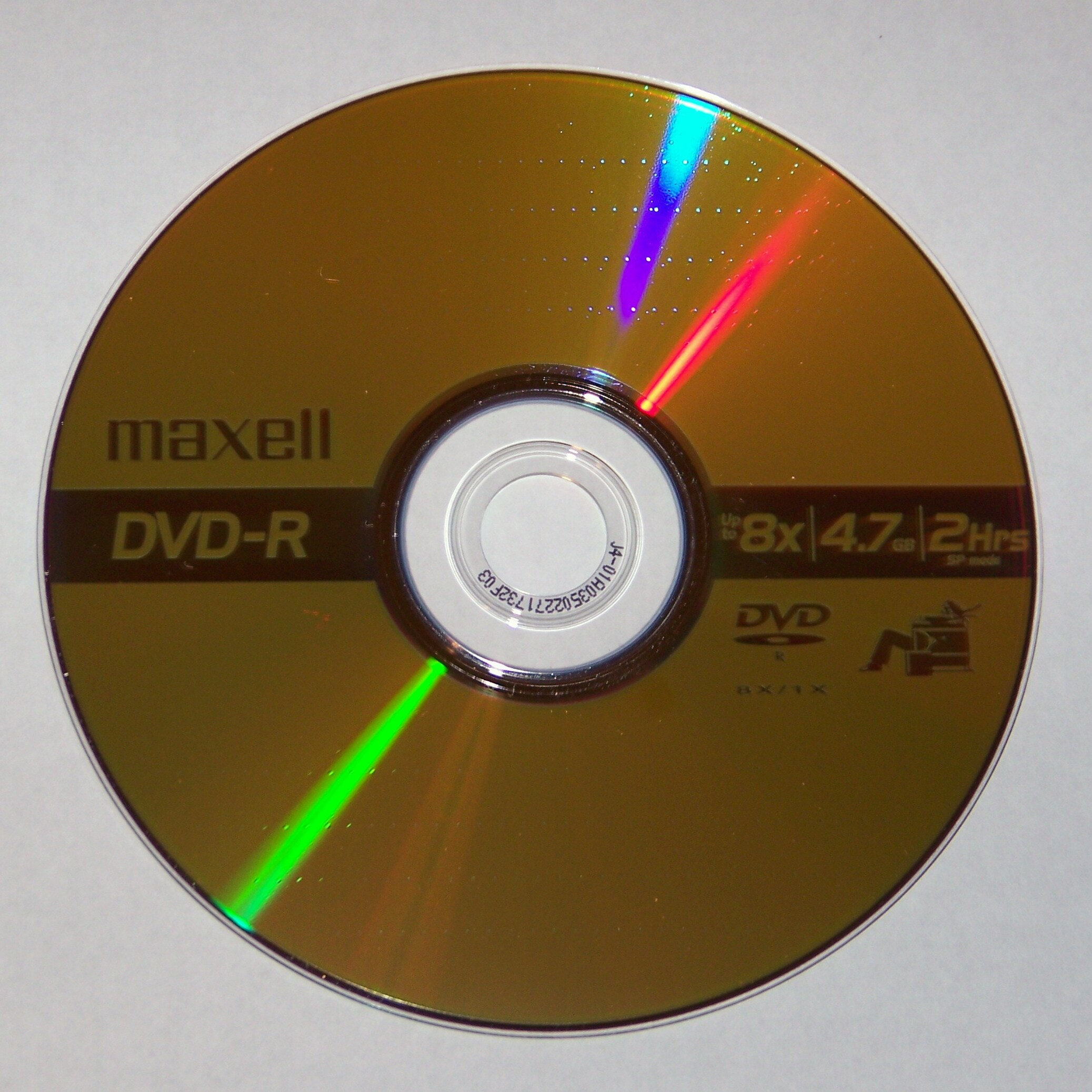
Диск DVD-R, произведённый RiTEK. В правой нижней части видна пиктограмма в виде «Парня, которого унесло»

Maxell самостоятельно занималась производством оптических носителей информации: CD-R/W, DVD, BluRay и HD-DVD, однако в 2008 году компания решила закрыть свой завод в городе Цукуба и передала права на торговую марку тайваньской компании Ritek.

## Рекламная кампания
В 1979 году американское подразделение Maxell заказало рекламному агентству «Scali, McCabe, Sloves» кампанию по продвижению аудиокассет UR Type 1. В результате, агентство представило фотографию, которая стала известна как «Парень, которого унесло» (англ. "Blown Away Guy"). На ней был изображён мужчина в кожаной куртке и солнцезащитных очках, слушающий запись с аудиокассеты Maxell через колонку JBL L100. Волосы и галстук мужчины, а также плафон торшера рядом с ним развиваются по ветру, а он сам вцепился в низкое кресло Grand Confort LC2 от Ле Корбюзье. Рядом находится столик с которого из-за силы звучащей музыки падает бокал с напитком. Концепция кампании была придумана арт-директором Ларсом Андерсоном, фотографом выступил Стив Стейгман. Стейгман хотел, чтобы в проекте участвовал мужчина с длинными волосами для того, чтобы показать эффект ветра, однако когда в день съёмок команда не смогла найти подходящую модель, то вместо этого на фотографии оказался запечатлён Жак Колелло, который изначально был нанят в качестве гримёра.
Изначально фотография использовалась в рекламе в журнале Rolling Stone в 1980 году. В 1981 году был выпущен рекламный ролик для телевидения, который находился в ротации в течение 1980-х. В ролике использовался тот же сюжет, что и на фотографии, но кресло, напиток и лампа сносятся силой звучащей музыки. В качестве музыкального оформления была использована композиция «Полёт валькирий» Рихарда Вагнера. Для Великобритании был сделан отдельный ролик, в котором снялся вокалист группы Bauhaus, Питер Мерфи, а музыкальной темой была «Ночь на Лысой горе» Модеста Мусоргского.
Изображение «Парень, которого унесло» стало популярным и не раз пародировалось: в 1992 году в фильме «Оставайтесь с нами» у одного из персонажей взрывается голова при прослушивании плёнки «Max-Hell», в 2005 году в мультсериале Гриффины в эпизоде «Model Misbehavior» и в 2010 году в фильме «Чудаки 3D», Райан Данн сидит в кресле, пока выброс потока воздуха из реактивного двигателя самолёта не сметает его и весь реквизит из кадра.
В 2005 году Maxell повторно использовала образ «Парня, которого унесло» в рекламной кампании, однако в этот раз реклама была обновлена использованием фотографий плееров iPod и аксессуаров под ней.